# Cortlandt
Cortlandt is een town (gemeente) in de Amerikaanse staat New York, en valt bestuurlijk onder Westchester County. Het werd in 1788 gesticht, en vernoemd naar de familie Cortlandt. De gemeente bevat de dorpen Croton-on-Hudson en Buchanan. Het ligt ongeveer 47 km ten noorden van Midtown Manhattan.

## Geschiedenis
Het gebied was oorspronkelijk bewoond door de Kitchawanc stam, een onderdeel van het Algonkin-volk. In 1645 werd een vredesverdrag getekend tussen de Nederlandse kolonisten en de Kitchawanc bij een rots in Croton Point Park. In 1677 kocht Stephanus van Cortlandt, die later burgemeester van Nieuw-Amsterdam (tegenwoordig: New York) werd, grond in het gebied. In 1697 kreeg Cortlandt het patent voor de Manor of Cortlandt van koning-stadhouder Willem III.
In 1788 werd de town Cortlandt opgericht en vernoemd naar de familie Cortlandt. Philip Van Cortlandt was de eerste supervisor (burgemeester). In 1846 werd de Hudson Line van New York naar Poughkeepsie aangelegd, en werd Cortlandt verbonden met het spoor. In 1924 werd de Bear Mountain Bridge gebouwd over de Hudson.
Cortlandt bleef voornamelijk een agrarisch gebied tot het midden de 20e eeuw en ontwikkelde zich als forenzenplaats voor New York en White Plains. In 1940 scheidde Peekskill zich af van Cortlandt en werd een onafhankelijke stad. In 1962 werd een kerncentrale Indian Point in Buchanan geopend. Op 30 april 2021 werd de laatste reactor gesloten.

## Demografie
In 2020 telde Cortlandt 42.545 inwoners waarvan 8.327 woonden in Croton-on-Hudson en 2.302 in Buchanan. 76,9% van de bevolking is blank; 3,6% is Aziatisch; 4,8% is Afro-Amerikaans en 12,8% is Hispanic ongeacht ras of etnische groepering. In 2019 was het gemiddelde gezinsinkomen US$120.917, en ligt fors boven het gemiddelde van de New York ($72.108).

## Bekende inwoners
- Gloria Swanson (1899-1983), actrice[9]
- Manny Albam (1922-2001), jazzsaxofonist en producent
- Frances E. Allen (1932-2020), informaticus, eerste vrouw die de Turing Award heeft ontvangen[10]
- Peter Strauss (1947), acteur
- Kristen Anderson-Lopez (1972), tekstschrijfster

## Galerij

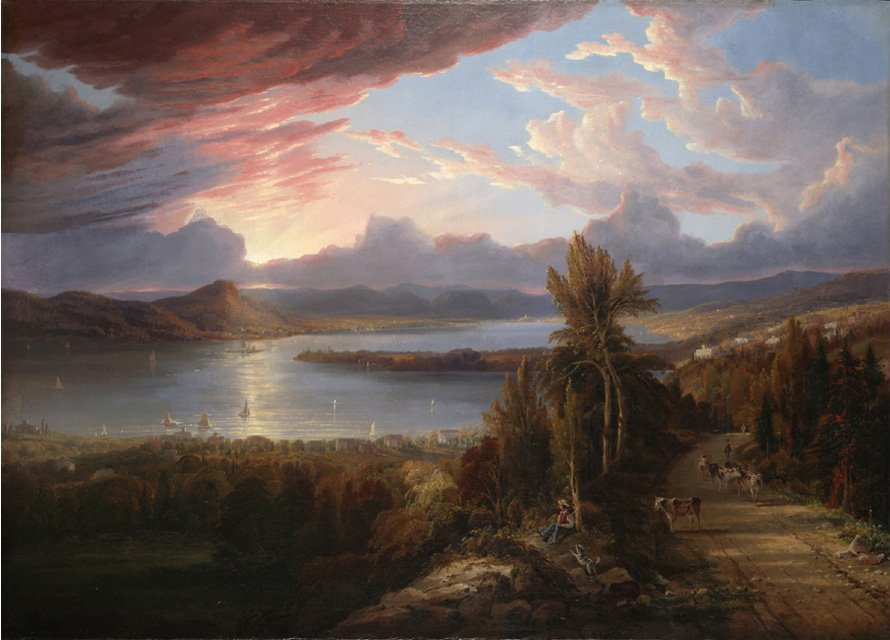
Schilderij van de Hudson bij Croton Point door Robert Havell (1851)
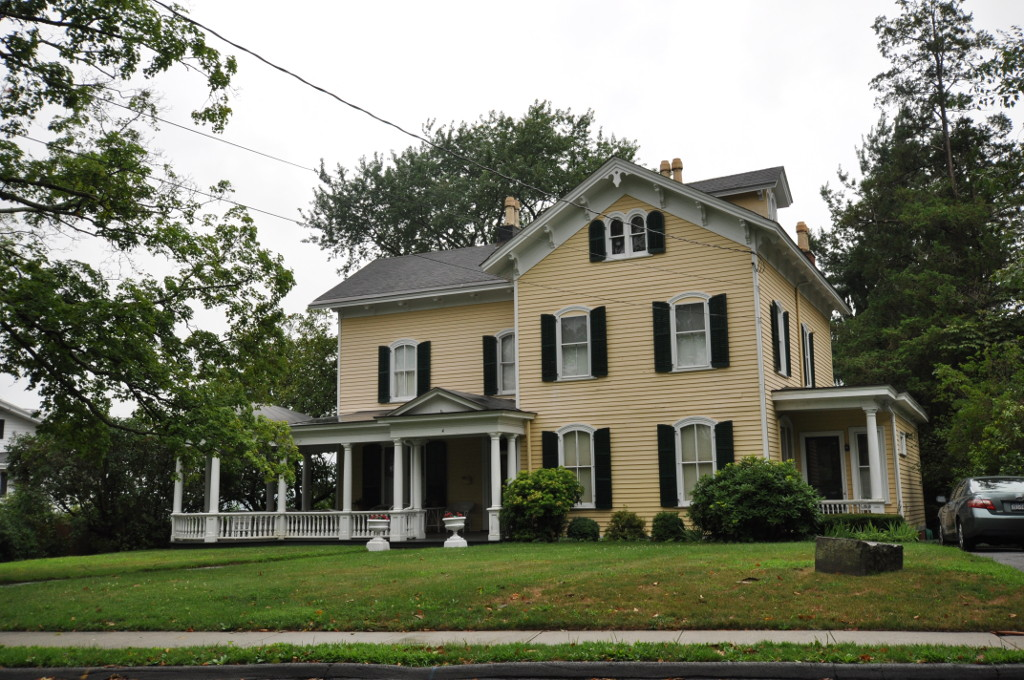
Underhill-Acker House in Croton-on-Hudson
Benzinepomp in Buchanan
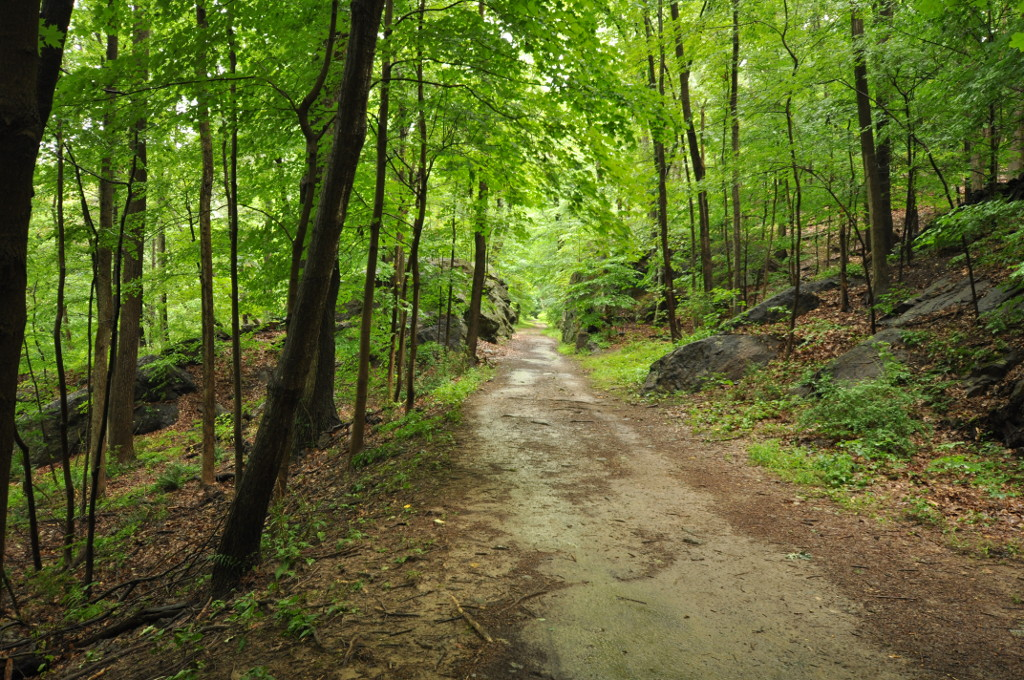
Old Croton Aqueduct Trail